# Lisuarte de Grecia
Lisuarte de Grecia es el nombre de dos libros de caballerías españoles del siglo XVI d. C. pertenecientes al ciclo iniciado por el Amadís de Gaula.

## Lisuarte de Grecia, de Feliciano de Silva (Libro VII de Amadís)
Séptimo libro de la serie de Amadís de Gaula, impreso por primera vez en Sevilla en 1514, con el título de El séptimo libro de Amadís de Gaula, que trata de los grandes fechos en armas de Lisuarte de Grecia. Fue escrita por Feliciano de Silva y en ella se continúa el quinto libro del ciclo amadisiano, Las sergas de Esplandián, pasando por alto el sexto, Florisando.
Este primer libro de Silva fue uno de los más populares del género caballeresco, ya que se reimprimió en Sevilla (1525, 1543, 1548 y 1550), Toledo (1534 y 1539), Estella (1564), Zaragoza (1587) y Lisboa (1596). 

## Argumento delLisuartede Silva
Pascual de Gayangos, en su discurso preliminar sobre los libros de caballerías, resumió así el argumento del Lisuarte de Silva:

Refiérense en él las insignes hazañas de Lisuarte de Grecia, hijo de Esplandián y nieto del buen rey Amadís, al propio tiempo que las no menos señaladas de su tio Perión de Gaula. Desde luego se advierte en esta obra, imitacion servil de las anteriores, que no se guarda en ella la proporcion y reglas de la épica, sosteniéndose el interés y concentrándose en un solo individuo, como sucede en el Amadís, al lado del cual todos los demás héroes quedan muy rebajados; sino que la atencion divaga lastimosamente y ha de repartirse por igual entre Lisuarte y Perion, salidos del mismo tronco, ambos invencibles, espejos uno y otro de la andante caballería, y dechado de cuantas virtudes constituian á la sazon el decálogo de aquella institucion. Empieza la historia con la determinacion que Perion forma de ir á Irlanda para ser armado caballero por mano del rey don Cildadan, ignorando sin duda que su tio el rey Amadís de Gaula y Esplandian se hallaban á la sazon encantados en la ínsola Firme. Acompáñanle en su expedicion don Florestan, hijo del rey de Cerdeña; Parmineo, su hermano; Vallados, hijo de don Bruneo de Bonamar; Languines y Galvánes, hijos de Agrájes, rey de Escocia, y otros donceles, deseosos todos de participar del mismo honor, y recibir la orden de caballería de manos de un rey tan esforzado y poderoso como don Cildadan. Llegados á su corte, Perion se ve imposibilitado de lograr su intento, por seguir á la doncella Alquifa, que, con mensaje de Urganda la Desconocida, le mete en un esquife tripulado por dos gimios, y le lleva á Trapisonda, donde es armado caballero por el emperador de aquella tierra. Allí se enamora de la infanta Gricileria, hija de aquel monarca, por amor de la cual emprende y acaba las maravillosas aventuras de que el libro está lleno, bajo el dictado de Caballero de la Espera. Entre tanto Lisuarte, Florestan, don Cuadragante y los demás donceles salen por la mar, repartidos en tres naos, en busca de Perion; y despues de aportar á varias y diferentes insulas, matar muchos descomunales gigantes y deshacer innumerables entuertos, á la usanza de andantes caballeros, llegan á Trapisonda á la sazon que Perion habia ya partido, y hacen su corte al Emperador, quedando Lisuarte preso de amores por la linda Onoloria, hermana de Gricileria. Una infanta, llamada Melia, la misma que figura en el Esplandian, hacia á la sazon liga con todos los reyes paganos para ir sobre Constantinopla y destruir de todo punto la fe de Cristo; sabiendo por sus artes mágicas que Lisuarte y Perion habian de ser los salvadores de aquel imperio, se apodera con astucia de sus personas y los mete en fuerte prision. Los reyes todos de la cristiandad aprestan sus ejércitos para ir en ayuda de la ciudad amenazada, al paso que el rey Armato, acompañado de todos los califas, soldanes y taborlanes de Persia, India y Mesopotomia, y seguido de innumerables huestes, se dispone igualmente á combatir por mar y tierra la gran ciudad de Constantinopla. Gradafilea, doncella de Melia, que habia sido causa inocente de la prision de Lisuarte, contribuye á su libertad; este lleva á cabo muevas é inauditas aventuras bajo el nombre de Caballero de la Vera Cruz. Amadis y los suyos son desencantados, y los paganos vencidos despues de un combate singular de tres por tres, á saber: Amadis, el emperador de Trapisonda y la reina Calafia, contra el rey Armato, general en jefe de todo el ejército infiel, Grifilante y la reina Pintiquinestra. Socorrida Constantinopla, los reyes cristianos se vuelven á sus respectivos reinos. Onoloria, celosa de Gradafilea, escribe una carta de enojos á Lisuarte, y este, desesperado, y no pudiendo tolerar el enfadoso desden de su amada, sale escondidamente de Constantinopla, y comienza de nuevo á correr aventuras bajo el nombre de Caballero Solitario. Yendo por la mar, aporta á una isla, y encuentra á su abuelo Amadís de Gaula, á Oriana, Angriote de Estravaus, y al conde Gandalin y otros, á quien unos cosarios tenian presos, con sogas al cuello y próximos ya á la muerte. Al cabo de un año el caballero de la Espera (Perion) y el Solitario (Lisuarte) se encuentran en un camino sin conocerse, y pelean, quedando ambos muy mal heridos; juntos despues, se combaten con sus grandes amigos Florestan y Parmimeo, tambien sin conocerse. Más tarde, con la noticia de que el buen rey Amadís preparaba un magnifico torneo en su corte, los cuatro caballeros se dirigen á Fenusa, y salen vencedores en todas las justas; al fin de las cuales, Perion, el hijo de don Galaor, casa con la reina Pintiquinestra. Cansado ya de recorrer los espacios imaginarios de la geografía asiática y pagana, donde los autores de semejantes libros acostumbraban á poner la escena de sus caballerescas ficciones, el autor del Lisuarte finge que, volviendo este, en compañía de Perion, á Trapisonda desde Fenusa, en la Gran Bretaña, son sorprendidos en la mar por una furiosa tempestad, que los arroja nada menos que á Cartagena, puerto de España. Sabedores allí de que el rey don Brian de Monjaste se prepara á dar batalla al Miramamolin, que tenia cercada á Córdoba, acuden al real de los cristianos y los ayudan á derrotar al pagano, que es muerto con todos los suyos. Emprenden de nuevo la ruta de Trapisonda, y son echados á la isla de los Gimios, donde los recibe Urganda, que, á pesar de sus años (ya era muy vieja en los tiempos de Amadís), ha contraido nupcias con el sábio Alquife, autor del libro. En el camino libertan al maestro Elisabat y á un sobrino suyo, llamado Libeo, á quien llevaban presos unos cosarios; y por último, Lisuarte casa secretamente con Onoloria, y Perion de Gaula con Gricileria. A los pocos dias se presenta en la corte del Emperador un mensajero de Sulpicio, rey de la Salvajina, pidiendo se cumpla la batalla aplazada entre él y dos de sus hermanos con Lisuarte, Perion y el principe Olorius de España. Verificase esta, siendo vencidos los tres jayanes; mas á los pocos dias, habiendo salido los caballeros á caza con el Emperador, todos cuatro son presos y encantados en la isla de Argenes. Onoloria en tanto da á luz un hijo, llamado Amadís de Grecia, que á los pocos dias de haber nacido cae en poder de unos negros corsarios.

## Traducciones y continuaciones
El Lisuarte de Grecia de Silva fue traducido al francés por Nicolás d'Herberay des Essarts y publicado en 1545; también apareció en italiano (1550), en alemán (1572), en neerlandés (1592-1593) y en inglés (1652).
Feliciano de Silva prosiguió la acción de su obra en su segundo libro caballeresco, Amadís de Grecia, publicado en 1530. El italiano Mambrino Roseo escribió en italiano otra continuación, El segundo libro de Lisuarte de Grecia, impresa por primera vez en Venecia en 1564 por Michele Tramezzino, y en la cual se relatan nuevas aventuras de Lisuarte de Grecia, su tío Perión de Gaula  y otros caballeros. Parte de las aventuras de Lisuarte relatadas en este libro transcurren en el Japón. El segundo libro de Lisuarte alcanzó una popularidad considerable, ya que fue reimpreso en Venecia en 1586, 1599, 1610 y 1630.

## Lisuarte de Grecia, de Juan Díaz (Libro VIII de Amadís)
Octavo libro de la serie de Amadís de Gaula, cuya única edición salió a la luz en Sevilla en 1526, con el título de El Octavo libro de Amadís: que trata de las extrañas aventuras y grandes proezas de su nieto Lisuarte, y de la muerte del ínclito rey Amadís. Su autor fue el bachiller Juan Díaz y es uno de los libros de caballerías castellanos menos conocidos y estudiados. La obra relata las hazañas de Lisuarte de Grecia, hijo del Emperador Esplandián de Grecia y la Emperatriz Leonorina, y sus amores con la princesa Elena de Macedonia. De este libro solo se conocen hoy dos ejemplares, uno en la Biblioteca Nacional de Madrid y otro, muy maltratado, en la Central de Barcelona.
Ya desde 1514 se había publicado el séptimo libro de la serie de los Amadises, también con el título de Lisuarte de Grecia. Este primer Lisuarte, debido a la pluma de Feliciano de Silva, no era continuación del sexto libro amadisiano, Florisando, sino del quinto, Las sergas de Esplandián. Por su parte, en el octavo, el bachiller Díaz no continuó el séptimo, sino el sexto, y de los anuncios hechos al final de este tomó al parecer la infortunada idea de incluir en su obra la muerte de Amadís de Gaula. Feliciano de Silva, a quien la aparición del libro de Díaz parece haber disgustado muchísimo, continuó en Amadís de Grecia (1530) la acción del primer Lisuarte, pasando por alto el libro octavo (y lógicamente, también el sexto). El éxito editorial de Amadís de Grecia y de sus continuaciones Florisel de Niquea y Rogel de Grecia, también obra de Silva, aseguró definitivamente el fracaso del binomio constituido por Florisando y el segundo Lisuarte.
Del autor, Juan Díaz, solamente se sabe que era bachiller en cánones. No se conoce ninguna otra obra suya, aunque Pascual de Gayangos y Arce insinuó la posibilidad de que escribiera también el libro de Don Tristán de Leonís el joven, publicado en Sevilla en 1534; pero la hipótesis parece poco plausible, dado que el bachiller Díaz dedicó su obra a Jorge, Duque de Coímbra, hijo extramatrimonial del Rey Juan II de Portugal, mientras que en el segundo Don Tristán es notoria la antipatía del autor hacia todo lo portugués.
El Lisuarte de Díaz, aunque dista mucho de ser una obra maestra, coincide perfectamente con el gusto de los lectores de libros de caballerías de los primeros años de Carlos V, y es además una obra de acción ágil, que todavía hoy puede considerarse como relativamente amena. Es un típico libro de caballerías temprano, con todos los elementos usuales -un protagonista que parece la suma de todas las virtudes, variadas aventuras, encantamientos, amoríos, gigantes y conflictos militares de gran envergadura entre cristianos y paganos-, pero que no atribuye mayor importancia al diálogo y a las cuestiones de estilo, sino que hace énfasis en los episodios propiamente caballerescos o militares. Estas características se encuentran en otros muchos libros de la misma época, y quizá llegaron a tener sus máximas expresiones en el Belianís de Grecia de Jerónimo Fernández y el Espejo de Príncipes y Caballeros de Diego Ortúñez de Calahorra, que gozaron de notoria popularidad, a pesar del éxito logrado por los libros más tardíos de Feliciano de Silva, donde imperaba lo cortesano y se vivía en una artificiosa y enrarecida atmósfera.
El fracaso del segundo Lisuarte resulta explicable por tres motivos. En primer lugar, la circunstancia de continuar la acción de Florisando puede haber sido una notoria desventaja frente a otras obras. El reprimendón y moralizante Florisando, que en algunos aspectos parece más una obra contra la caballería andante que un libro de caballerías, tuvo muy poca aceptación entre el público, y no alcanzó más que una reimpresión. Para el aficionado a los libros de caballerías debía resultar mucho más grato pasar directamente de Las sergas de Esplandián al Lisuarte de Silva, en vez de perder su tiempo con la relación de las aventuras de Florisando, que ni siquiera era descendiente directo de Amadís de Gaula, sino hijo extramatrimonial de su medio hermano Florestán.
También debe haber contribuido al hundimiento del segundo Lisuarte la fecundidad de la pluma de Feliciano de Silva, que se encargó de continuar su propio Lisuarte en Amadís de Grecia, Rogel de Grecia y la Cuarta Parte de Don Florisel de Niquea, obras que en general tuvieron excelente acogida. Frente a esta avalancha de nuevos Amadises, el Lisuarte de Díaz, cuya acción ya no encajaba para nada en la serie, debió suscitar todavía menos interés. Díaz no conoció el primer Lisuarte sino cuando ya tenía muy avanzado el suyo, circunstancia que sin duda le molestó y le obligó a cambiar la numeración de séptimo por octavo. Sin embargo, su fastidio fue mínimo en comparación con la ira que el segundo Lisuarte despertó en Feliciano de Silva, quien posiblemente ya para 1526 tenía bien avanzada la composición del Amadís de Grecia y debió temer que el público amadisiano se inclinase por la serie Florisando-segundo Lisuarte, con lo cual el primer Lisuarte, que aún no había sido reimpreso, hubiera caído en el olvido y quizá no hubiera salido a la luz el Amadís de Grecia. En este, Silva dedicó furibundas críticas al libro rival e incluso expresó su deseo de que resultase abortivo, lo que en efecto sucedió. En forma parecida reaccionó años más tarde, cuando Pedro de Luján se atrevió a continuar Rogel de Grecia en Silves de la Selva (1546), duodécimo de la serie amadisiana. Silva, que al parecer pretendía el monopolio del ciclo, dedicó severas críticas al libro de Luján en su Cuarta Parte de Don Florisel de Niquea, publicada en 1551 y cuya acción continúa donde había quedado la del Rogel de Grecia, sin tomar en cuenta para nada la de Silves de la Selva. Esta vez, sin embargo, las circunstancias favorecieron a Luján, porque fue su obra y no la última de Silva la que sirvió de base a Mambrino Roseo, el continuador del ciclo amadisiano en Italia.
Algunos eruditos, como Pascual de Gayangos y Arce y Henry Thomas, parecen haber considerado como un elemento importante en la mala acogida que tuvo el Lisuarte del canonista Díaz cierta tendencia a lo moral y religioso; por ejemplo, al final de la obra, algunos importantes personajes de la familia de Amadís ingresan a conventos. Sin embargo, una lectura cuidadosa de la obra demuestra que tales elementos son relativamente raros. El segundo Lisuarte es ante todo y por todo un típico libro de caballerías, que hace ocasionales concesiones a lo religioso, pero que está muy distante de espetar continuamente al lector enseñanzas teológicas y morales, como sí ocurre en Florisando.
Sin embargo, como bien lo apuntaron los mismos Gayangos y Thomas, quizá el peor error del bachiller Díaz y el factor más decisivo en el fracaso de su obra fue el haber incluido en las páginas de Lisuarte de Grecia el fallecimiento y las exequias de Amadís de Gaula. Ruy Páez de Ribera, al final de Florisando, había anunciado que la continuación de su obra incluiría el relato de la muerte de Amadís. Tal vez Juan Díaz consideró como cosa normal que el célebre héroe, como cualquier monarca europeo del siglo XVI d. C., falleciese y fuese enterrado cristianamente cuando ya sus nietos estaban en edad adulta. En Las sergas de Esplandián, Rodríguez de Montalvo había hecho morir a los reyes Perión de Gaula y Lisuarte de Gran Bretaña, padre y suegro de Amadís, mientras el hijo de este, Esplandián, se hallaba en el cenit de su carrera de armas. Sin embargo, para los fanáticos del ciclo amadisiano, el deceso de su héroe debió ser un crimen imperdonable, del mismo modo que hoy algunos aficionados a ciertas series de televisión que reaccionan con asombrosa vehemencia cuando los guionistas hacen morir a uno de sus personajes favoritos. Diaz no solamente no previó la desfavorable reacción que suscitaría en los lectores amadisianos la muerte del héroe, sino que en vez de hacerlo morir en combate contra los paganos, como los reyes Perión y Lisuarte, dio a Amadís de Gaula una muerte y unos funerales por demás prosaicos, que Gayangos comparó festivamente con los de cualquier gran señor andaluz de principios del siglo XVI d. C.. Feliciano de Silva, mejor conocedor de la psicología de sus lectores, hizo de Amadís y la mayor parte de sus parientes personajes prácticamente eternos, que gozaban de excelente salud mientras el mundo contemplaba las proezas de las sucesivas generaciones de la familia. Después de 1526, Amadís de Gaula no volvió a morir, por lo menos en los libros castellanos, aunque sí en una de las obras italianas del ciclo, Esferamundi de Grecia, y quizá también en una obra caballeresca portuguesa, Penalva.

## Argumento del primerLisuartede Grecia
El Discurso preliminar de Pascual de Gayangos resume así el argumento del Lisuarte de Juan Díaz:

... da principio á su narracion con la salida de Esplandian y Norandel á Constantinopla, despues de haberse aquel despedido de su padre Amadís, experimentando en la travesía una gran tormenta, en que estuvo á pique de perecer con toda su comitiva. El principal incidente en que estriba la narracion es una gran conjuracion de todos los reyes paganos contra el buen rey Amadis, que muy descuidado y asaz quebrantado por la edad, vivia en Fenusa, corte y capital de la Gran Bretaña. Los enemigos, que eran muchos y muy poderosos, habian ya recuperado una buena parte de los estados que al rey Arábigo habia quitado el valiente don Bruneo de Bonamar, y hubieran llevado adelante sus conquistas, á no impedírselo la llegada de don Florisando; todos los aliados de Amadís se temian una catástrofe, pues su reino estaba muy amenguado de caballería, así por las grandes batallas pasadas, como por haber él prohibido las aventuras y caballeros andantes, á fin de impedir las muertes y desafios que á cada paso ocurrian (). El emperador de Constantinopla, el rey Norandel de Sicilia, don Florestan de Cerdeña y el de Sobradisa, con sus tios Agrájes y Grasandor, hacian esfuerzos increibles por auxiliar en su contienda al de la Gran Bretaña, allegando ejércitos y formando alianzas, si bien temian que toda su diligencia fuese en vano, á no ser que el Papa, á quien mandaron una embajada, consintiese antes en relajará Amadís el juramento, hecho con toda solemnidad, de no tolerar mas en sus reinos caballeros andantes ni doncellas. El Pontifice, aunque con dificultad, accede á sus ruegos, movido mas bien del gran peligro en que se hallaba la cristiandad, que de otras consideraciones. Las tropas auxiliares se embarcan para la Gran Bretaña, reúnense á las que Amadís tenia ya dispuestas, y todos juntos marchan sobre Fenusa, que los paganos tenian cercada y estaba ya á punto de rendirse. En dos batallas campales Amadis vence á sus contrarios; mas á los pocos dias recibe la infausta nueva de la pérdida de su insola Firme. Habíase apoderado de ella un gigante, llamado Dramirón d'Anfania, hijo de un Brutervo, á quien don Florisando habia muerto años atrás en singular combate, el cual, no contento con sojuzgar la isla toda y exterminar á sus habitantes, mandó á la corte del buen rey Amadís una doncella á desafiar á cuantos caballeros quisieran hacer armas con él. El reto es luego aceptado por multitud de caballeros andantes, ansiosos de ganar honra y prez; pero eran tales las fuerzas y valentia del gigante, que Agrájes, don Florisando, Arquisil y otros preciados campeones son de él vencidos y metidos en dura prision, para ser despues sacrificados á los manes de su padre. Sobreviene, por último, el caballero de los Cisnes, Lisuarte, el cual se combate con él, y gracias al buen temple de sus armas, regalo de la sábia Urganda, consigue derribar al coloso y cortarle la cabeza. La ínsola Firme es luego recuperada, y los paganos abandonan para siempre la idea que habian concebido de sojuzgar la Gran Bretaña. Trata el capítulo cLxxrv de la muerte del buen rey Amadís, y del llanto que por él se hizo en Fenusa; y en los siguientes refiere el autor con minuciosidad escrupulosa su entierro en el momasterio de San Severino, sus exequias y honras, ni mas ni menos que si tratara de algun gran señor de Andalucía muerto en aquellos dias; y como para probarnos que si escribia libros de caballerias, era tambien entendido en su facultad, el buen bachiller pone en boca del ermitaño, amo de don Florisando, un largo sermon, predicado en las honras del héroe. Concluye, por fin, el libro con las bodas de Lisuarte y Elena, de Falangris y la linda española, de Cildadan y Brianda, de don Lupan (el caballero de los Fuegos) y Castivalda, de Galeote y Lucilia, de Ladasan y Galianda. Agrájes, rey de Escocia, y el rey de Sobradisa, don Galaor, viendo que habian gastado sus juventudes en las vanidades de este mundo, se meten frailes en sendos monasterios, despues de renunciar sus reinos en sus hijos mayores; las reinas, sus esposas, hacen otro tanto, retirándose al convento de Miraflores, de que era abadesa Oriana, la viuda de Amadis.

## Traducciones
El Lisuarte de Díaz fue traducido al francés por Nicolás d'Herberay des Essarts quien se valió de sus primeros 102 capítulos para publicarlo, con algunas pequeñas modificaciones, como si fuese una obra original suya, a la que tituló Flores de Grecia. Se publicó por primera vez en París en 1552, en la imprenta de Etienne Groulleau, con el título de Le premier livre de la Cronique du tres valliant et redouté dom Flores de Grece, surnommé le chevalier des cignes, second fils d'Esplandian, Empereur de Constantinople. Histoire non encore ouye. Esta obra también fue traducida al inglés.

## Miguel de Cervantes y el segundoLisuarte de Grecia
El segundo Lisuarte no aparece mencionado en el Quijote, y dado el escaso interés que ha despertado, parece que los estudiosos han supuesto que Cervantes, que tampoco se refiere al Florisando, no lo conoció. Alonso Quijano, devoto admirador de Feliciano de Silva, parece haber sido un amadisiano ortodoxo, de los que pasaban por alto o no conocían la existencia de los intrusos libros sexto, octavo y dudodécimo. Sin embargo, una lectura cuidadosa de la obra de Díaz permite plantear la hipótesis de que Cervantes no solo conoció el segundo Lisuarte, sino que incluso lo convirtió en modelo para algunos pasajes del Quijote.
Algunos pasajes del Quijote podrían haberse inspirado en el texto de Díaz. Por ejemplo, hay alguna afinidad entre la aventura de los mercaderes (Don Qujiote, I, IV) y el encuentro de Lisuarte de Grecia con los caballeros del pagano rey Rolando (Lisuarte, XXXII). En el Lisuarte aparece brevemente un Caballero de los Leones (cap. LXVI) y hay un episodio que tiene semejanzas con la historia de Cardenio: un caballero inglés llamado Radualdo, víctima de un desengaño amoroso, se retira a vivir a una áspera montaña, donde lo encuentra Lisuarte de Grecia (capítulos LXXVII-LXXIX).
Estos paralelismos podrían ser meramente fruto de la coincidencia. Pero difícilmente lo son las similitudes, casi identidades, que resultan de comparar el encuentro de Lisuarte con Rolandín el músico (capítulo LXXIV) y la aventura del Caballero de los Espejos, relatada en el XII y siguientes de la Segunda Parte del Quijote.
En el texto cervantino, Don Quijote y Sancho duermen al aire libre, cuando el primero es despertado por un ruido. Se levanta y advierte a dos hombres a caballo, uno de los cuales (el Caballero de los Espejos) desmonta y dice al otro (su escudero Tomé Cecial) “Apéate, amigo, y quita los frenos a los caballos; que a mi parecer, este sitio abunda de yerba para ellos, y del silencio y soledad que han de menester mis amorosos pensamientos. ” Cuando el sujeto se tiende en el suelo, Don Quijote escucha el sonido de sus armas, deduce que es un caballero andante y despierta a Sancho. A poco escuchan que el caballero está templando un laúd o vihuela y con una voz “que no era muy mala ni muy buena”, empieza a cantar una canción dedicada a su señora.
En el Lisuarte de Díaz, el héroe y unas doncellas que le acompañan en una ermita ubicada en un despoblado. Las doncellas se duermen rápidamente, pero Lisuarte no logra conciliar el sueño y 

...oyó pasos como de caballo a la puerta de la ermita, y estando escuchando oyó la voz de un caballero que decía a su escudero: “Ata esos caballos a las ramas de los árboles que no se vayan y pasan de las yerbas y tráeme mi arpa y vente a esta casa. ” El caballero entró a oscuras en la ermita,  y fuese a poner cabe la hermosa sepultura sin ver al caballero ni a las doncellas, y dende a poco llegó su escudero y dióle la arpa y echóse de la otra parte en tierra dura, ca otros lechos en tal albergue no había, y a cabo de gran rato comenzó a dar unos suspiros doloridos, según la fuerza del cruel amor le aquejaba, y tomando su arpa y templándola la comenzó a tañer y a hacer tan dulce son que era maravilla, y cantaba juntamente con tanta dulzura que el caballero estaba espantado y recibía mucha consolación en lo oír, y el caballero cantaba esta canción...

En el Quijote, después de cantar, el Caballero del Bosque lanza un “¡ay!” y con voz doliente y lastimada se queja de la ingratitud de Casildea de Vandalia, a la que ha hecho que confiesen como la mujer más hermosa del mundo todos los caballeros navarros, leoneses, tartesios, castellanos y manchegos. Esto último hace pensar a Don Quijote que el caballero disvaría, porque él nunca ha confesado ni confesaría cosa tan perjudicial a la belleza de su señora Dulcinea, y así se lo dice a Sancho. El del Bosque escucha sus voces y pronto entabla conversación con el caballero manchego, pero como afirma haber vencido a don Quijote, este lo desmiente y termina desafiándolo. Su interlocutor acepta el reto pero sugiere esperar la llegada del sol, “...porque no es bien que los caballeros hagan sus fechos de armas, a escuras como los salteadores y rufianes...”
En la obra de Díaz, cuando el caballero desconocido termina de cantar, comienza a lamentarse entre suspiros, dirigiéndose a su señora la Reina de Leonís y diciendo, entre otras cosas, “...vos sois sola aquélla que en hermosura, linaje y virtud en el mundo igual no habéis, y así lo haré yo conocer por vuestro servicio a todo caballero que lo contrario dijere en cuanto esta poca vida me durare...”. Lisuarte, “viendo que lo que aquel caballero decía no era servicio de su señora” (la princesa Elena de Macedonia), reacciona airadamente y lo desafía. El otro le dice que la llegada del día no tardará “y entonces será nuestra batalla a razón conveniente, que si tú sueles combatir de noche será porque ninguno vea tu poco valor y no publique tu mengua...”
Los paralelismos continúan cuando llega la aurora. En el Quijote se hace una puntillosa descripción del amanecer y del cantar de los pajarillos, al estilo clásico de los libros de caballerías; en el Lisuarte se dice “como rompió el alba fue el cantar de las aves tan dulce en los árboles de la ermita que era placer de lo oír…” Don Quijote mira a su rival, y aunque no puede verle el rostro por tener ya puesta la celada, nota “...que era hombre membrudo, y no muy alto de cuerpo” y juzga que debe ser “de grandes fuerzas”. El contendiente de Lisuarte de Grecia es descrito como “grande de cuerpo y bien tallado, y había grandes espaldas, por la cual razón parecía en sí haber mucha fuerza.” Antes de iniciar el combate, el Caballero de los Espejos (o del Bosque) recuerda a Don Quijote que, según han acordado, el vencido ha de quedar a merced del vencedor, y el manchego lo confirma; el rival de Lisuarte le dice a este “Caballero, ya sabéis qué habéis dicho y la batalla que ende tenemos aplazada sea con tal condición si os place que el vencedor quede con su razón por verdadera y el vencido por el contrario.”
El enfrentamiento del Caballero de los Espejos y Don Quijote es breve y veloz; el caballo del primero se para en mitad de la carrera, y el campeón de Dulcinea encuentra a su rival con tanta fuerza que lo derriba. La caída lo hace quedar inconsciente. Don Quijote desmonta y quita a su rival “...las lazadas del yelmo para ver si era muerto”. Ver el rostro del bachiller Carrasco le causa una lógica sorpresa y lo atribuye a la acción de los encantadores, pero al notar que el de los Espejos vuelve en sí, le pone la punta de su espada en el rostro y le dice que es muerto, a menos que confiese que Dulcinea aventaja en belleza a Casildea de Vandalia y que prometa además ir al Toboso y presentarse ante su señora, a lo cual se aviene el derrotado.
Lisuarte de Grecia también derriba rápidamente a su oponente, y este echa la culpa de la caída a su caballo; se enfrentan con las espadas y a poco el griego le da tal golpe al otro que lo derriba en el suelo sin sentido. Lisuarte se acerca al caído “...y cortóle los lazos del yelmo y sacó de la cabeza y púsole la punta del espada en el rostro y él volvió en su acuerdo, y alzando los ojos vio su enemigo sobre sí con la espada desnuda y hubo pavor de muerte. El caballero le dijo: “Caballero, dados por vencido y desdecíos de la mentira que dijistes o muerto sois.” El héroe griego también obliga al vencido (que es Rolandín el músico, hijo del rey de Organia) a comprometerse a ir a la corte de Amadís de Gaula y presentarse ante este.
La acción de las obras de Díaz y Cervantes continúa por derroteros muy diferentes. Sin embargo, los pasajes antes comentados permiten suponer que Cervantes conoció bien el Lisuarte de Díaz y a lo mejor hasta lo tenía a la vista, a pesar de que a principios del siglo XVII d. C. ya debía ser una obra bastante rara.
Los estudiosos de los libros de caballerías apenas han reparado en el segundo Lisuarte. Gayangos lo debe haber leído sin mayor atención, ya que no menciona en absoluto el episodio de Rolandín. Diego Clemencín, que no tuvo oportunidad de consultar la obra de Díaz, citó como posibles fuentes de la aventura del Caballero de los Espejos un episodio de Olivante de Laura, otro de Leandro el Bel y especialmente el relatado en el capítulo del Lisuarte de Silva. Pero si se comparan con detenimiento la aventura del caballero de los Espejos y los episodios de ambos Lisuartes, es bien visible que las páginas de Cervantes se asemejan mucho más a las de Díaz que a las de Silva. En el primer Lisuarte, mientras el héroe griego pasa una noche en despoblado, oye llegar a un caballero solo, que desmonta y dedica una alabanza a una dama sin par. Lisuarte considera esta expresión injuriosa para su señora (Onoloria de Trapisonda) y desafía al desconocido. En plena noche, los caballeros se enfrentan a pie con sus espadas, pero al llegar el alba el combate se interrumpe cuando descubren sus identidades: el desconocido es Perión de Gaula, tío de Lisuarte.
En el relato de Silva, Perión de Gaula anda solo, no canta, combate a pie y de noche, y el enfrentamiento no concluye. En el segundo Lisuarte, Rolandín, al igual que el Caballero del Bosque o de los Espejos, va acompañado de un escudero, dedica una emotiva canción a su señora (cuyo texto se incluye tanto en el Quijote como en el Lisuarte de Díaz), pide a su oponente que combatan de día y protagoniza el enfrentamiento a caballo. Como el héroe de Díaz, Don Quijote derriba a su oponente, le mira el rostro y al notar que vuelve en sí le pone la punta de la espada en la cara, le obliga a reconocer su derrota y lo envía ante Dulcinea del mismo modo que Lisuarte ordena a Rolandín que se presente ante el rey Amadís.
Incluso ciertos pasajes del episodio cervantino (por ejemplo, las referencias a la calidad de la voz del Caballero de los Espejos, a su apariencia y a los defectos de su cabalgadura) cobran mayor sentido humorístico si se les compara con los escritos en serio por Díaz con respecto a Rolandín el músico. Nada de eso resulta de la comparación con el texto de Silva.
Es, pues, posible que Cervantes, cuya familiaridad con los libros de caballerías cada vez resulta más evidente, haya conocido bien el Lisuarte de Juan Díaz y que de este derive directamente la aventura del Caballero de los Espejos.